# 桜井徳太郎 (陸軍軍人)
桜井 徳太郎（さくらい とくたろう、1897年6月21日 - 1980年12月28日）は、日本の陸軍軍人、僧侶。最終階級は陸軍少将。法名、全覚。

## 経歴
旧福岡藩士・小学校長、桜井英一の長男として福岡市に生まれる。中学修猷館、熊本陸軍地方幼年学校、中央幼年学校を経て、1918年5月、陸軍士官学校（30期）を卒業。同年12月、歩兵少尉に任官し歩兵第36連隊附となる。1925年11月、陸軍大学校（37期）を卒業した。
陸軍戸山学校教官、北京陸大教官（中国政府招聘）、第10師団参謀、混成第8旅団参謀、歩兵第24連隊第3大隊長、陸軍歩兵学校教官。1936年2月、二・二六事件が発生し、兼務で戒厳参謀となり、事態収拾に尽力している。
その後、支那駐屯軍司令部附、第1軍参謀、陸大教官などを歴任し、1938年7月に陸軍中野学校が開校すると教官となり、支那事情を講義した。
1939年8月、陸軍大佐に累進し、冀察政務委員会の第29軍軍事顧問、支那派遣軍司令部附、第34師団参謀長、陸軍憲兵学校兼陸軍軍医学校教官、歩兵第65連隊長。
1943年8月、陸軍少将に進み、第55歩兵団長。1944年2月、インパール作戦のための牽制としての第二次アキャブ作戦が発動され、シンゼイワでイギリス軍第7インド師団を包囲したが、いわゆる円筒形陣地によって抵抗され、包囲を解いて撤退。ビルマ方面軍司令部附（ビルマ国民軍軍事顧問）に転じるが、1945年3月ビルマ国民軍が日本に対して反乱し、その収拾中に内地帰還命令が出され、1945年4月に帰国。第212師団長として本土決戦に備える中で終戦を迎え、1945年12月に復員。1947年（昭和22年）11月28日、公職追放仮指定を受けた。
1948年4月、誠和連盟を設立。1961年12月、三無事件に関与したとして逮捕されるが不起訴処分となった。1966年6月、大覚寺で得度を受け瑠璃光寺住職となる。

## 著書
- 『新東亜建設の大道』玄海書房、1938年。
- 『広安門』刀江書院、1939年。
- 『世界不戦論』誠和連盟、1964年。